# Cyathea abbreviata
Cyathea abbreviata là một loài dương xỉ trong họ Cyatheaceae. Loài này được I.Fern. mô tả khoa học đầu tiên năm 2000.
Danh pháp khoa học của loài này chưa được làm sáng tỏ. 